# Костел святого Михайла та монастир реформатів (Рава-Руська)
Костел святого Михайла та монастир реформатів — зразок християнського сакрального будівництва першої половини XVIII сторіччя в місті Рава-Руська. Збудовано за проєктом барокового архітектора Паоло Фонтани.

## Історія

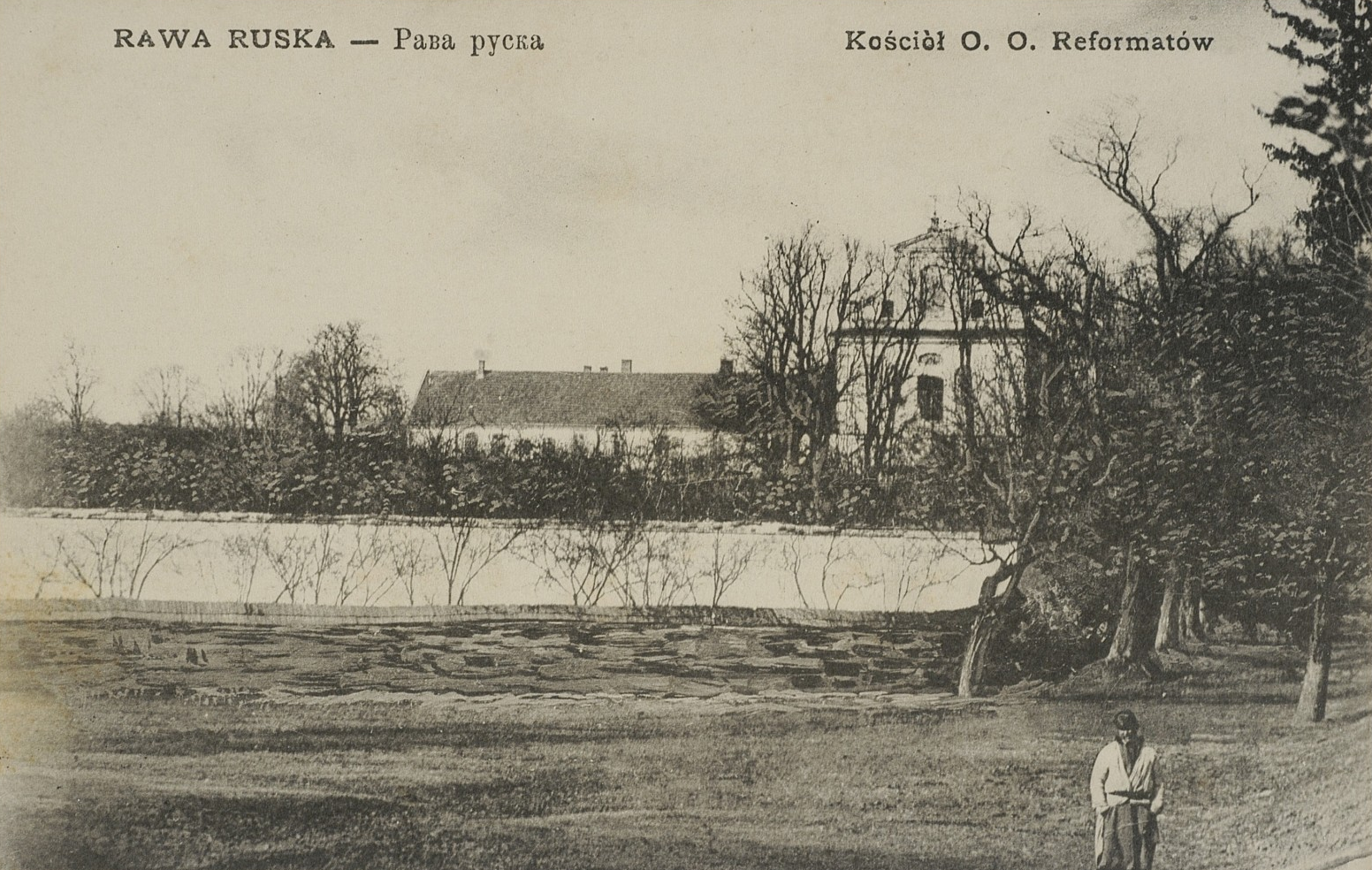
Костел святого Михайла та монастир реформатів, Рава-Руська. 1906

Францисканці-реформати осіли в Раві-Руській в 1720-х роках.
1726 року провінціал Целестин Хедеровський звернувся до заможного покровителя ордену Павла Карла Санґушка з проханням надіслати до Рави-Руської свого надвірного архітектора Паоло Фонтану. Восени архітектор прибув на будову монастиря реформатів, яка відбувалася за його проєктом. Відомо: цегла й вапно на мить приїзду будівничого вже були підготовлені. Щось більше про участь архітектора заважає сказати відсутність джерел.
Через брак компетентного керівника будівництво затягнулося, деякі елементи доводилося перемуровувати. Добудовано монастир під наглядом першого пріора (настоятеля) о. Яна Тхурого. Роботи завершено 1734 року.
Протягом 1732–1739 років зведено костел. Вівтарі виконали монахи, скульптор Себастян Вольський, Хома Ґронський, художник Іван Пташковський.
1738 року відбулося освячення костелу на ім'я святого Михайла.
1776 року белзький каштелян Анджей та його дружина Катажина з Жечицьких фундували виготовлення 2-х алегоричних статуй жінок вівтаря храму, які виконав львівський сницар Полейовський Ян.
Нині комплекс колишнього монастиря використовується під машинно-тракторну станцію.
13 червня 1999 року Іван Павло II беатифікував отця Нарциса Турхана, який працював в рава-руському монастирі францисканців-реформатів, загинув мученицькою смертю у гітлерівському таборі.

## Архітектура

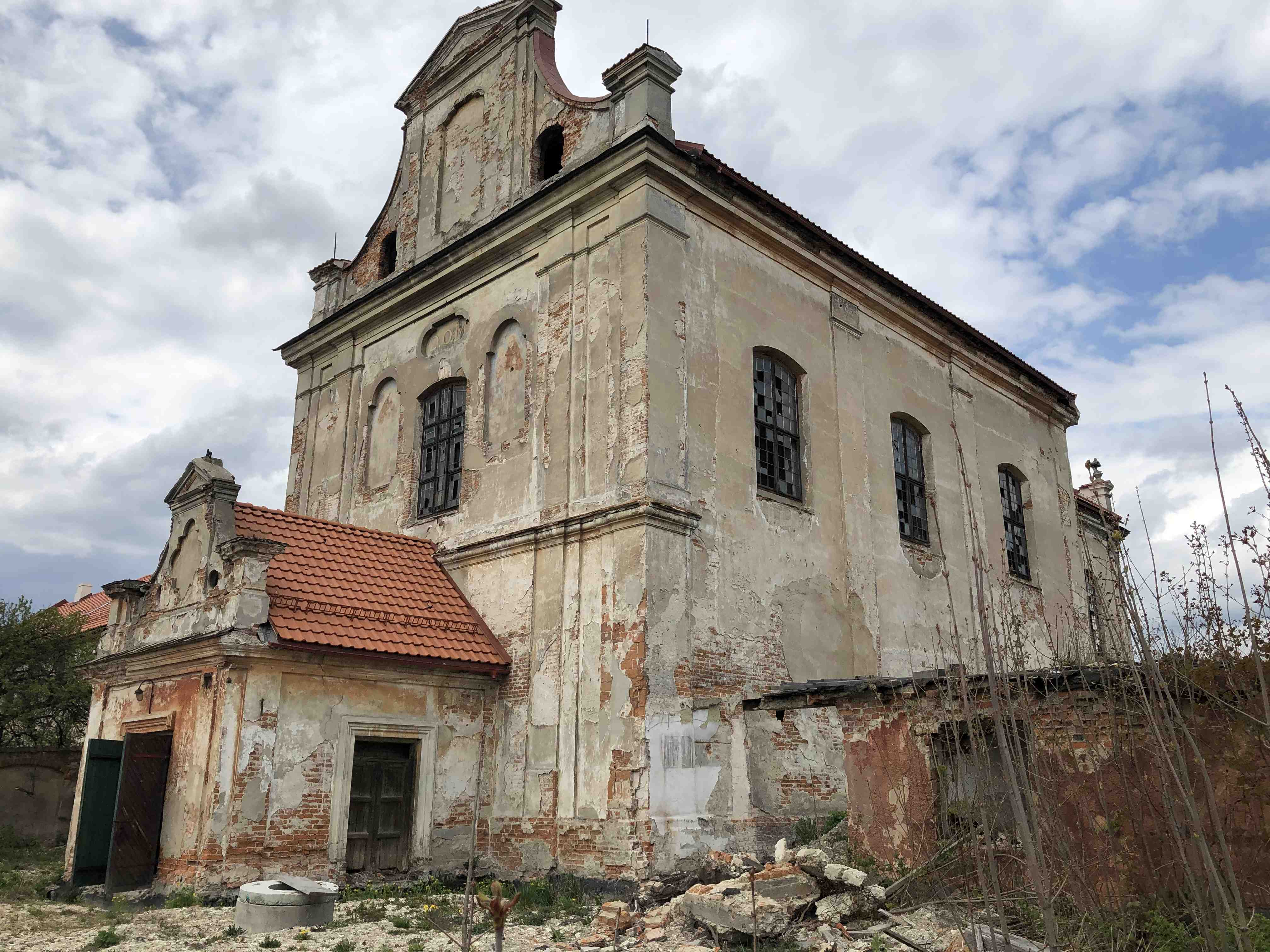
Костел станом на 2020 рік

## Сучасність
Зараз костел перебуває у відреставрованному вигляді. Заявка на відновлення костелу св. Михаїла та монастиря реформатів у Раві-Руській була відібрана для втілення у рамках програми транскордонного співробітництва «Польща – Білорусь – Україна 2014 – 2020». Проєкт у Раві-Руській втілювався спільно зі схожим у Венгруві, що у Польщі. Загальна сума проєкту склала майже 2,5 млн. євро, з яких понад 880 тис. євро – частка, яка буде спрямована на Раву-Руську. У Раві-Руській проєкт втілюватимуть колектив організації «Карітас-Спес». У відновленому монастирі розмістили дитячі будинки сімейного типу.